# AG-53 (Spanje)

De AG-53

De AG-53 of Autovía Dozón-Orense (Galicisch: Autovía Dozón-Ourense) is een autovía in Galicië en verbindt de AP-53 met de A-52 over een afstand van 30 kilometer. De snelweg werd opengesteld in 2009.